# 로켓단
로켓단(일본어: ロケット団)은 게임 및 애니메이션 《포켓몬스터》에 나오는 가공의 범죄 조직이다.